# Novella (Frankrijk)
Novella is een gemeente in Frankrijk op het eiland Corsica.
Novella heeft een spoorwegstation op de spoorlijn van Morosaglia, ook aangegeven als Ponte-Leccia, naar Calvi. Die lijn heeft een spoor.

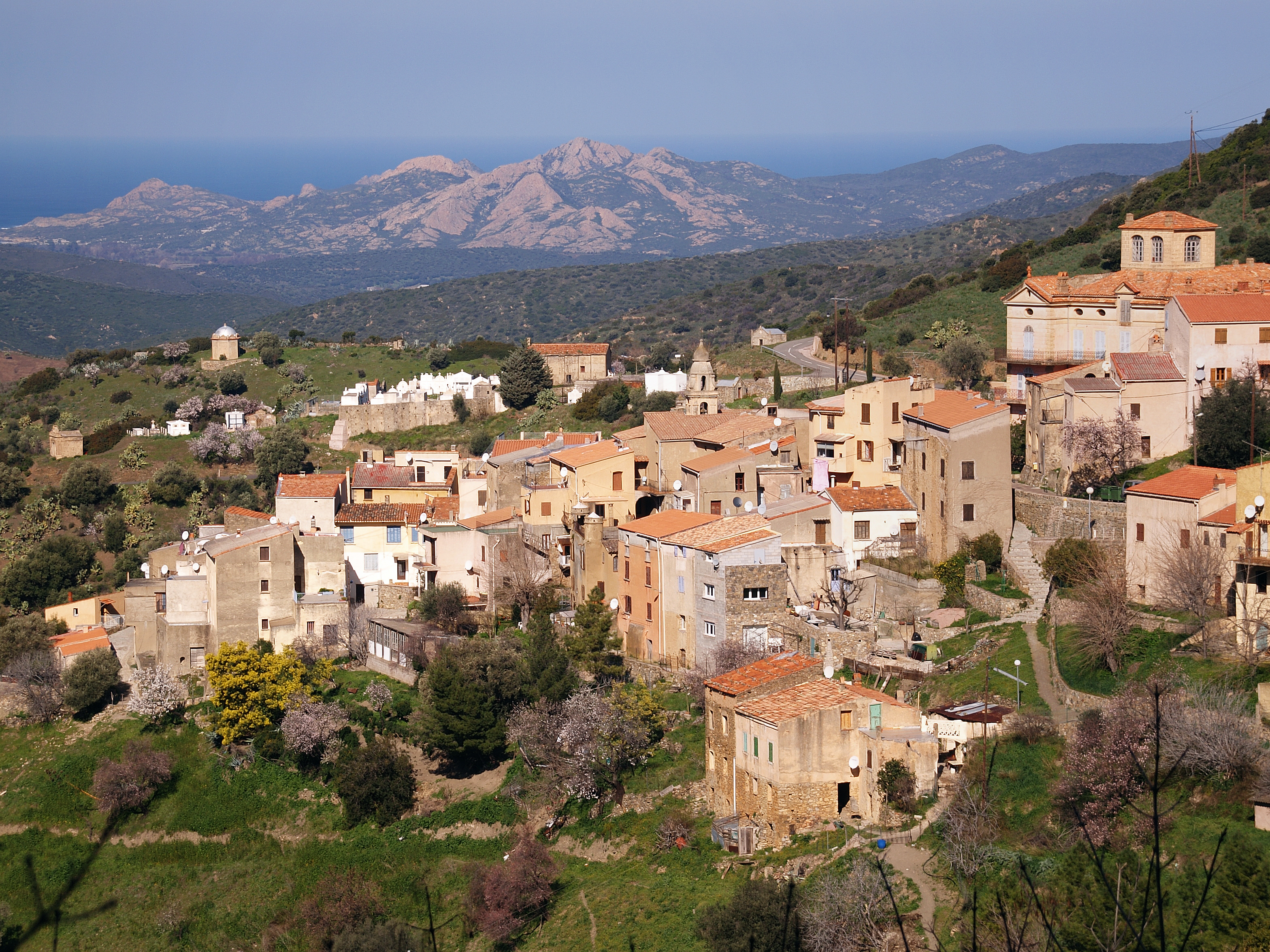
Novella op Corsica

## Kaart
De onderstaande kaart toont de ligging van Novella (Frankrijk) met de belangrijkste infrastructuur en aangrenzende gemeenten.